# Адмонт
Адмонт (на немски: Admont) е областен център във федералната провинция Щирия в Австрия. Част е от окръг Лизен.

## География
Адмонт се намира на река Енс, западно от началото на националния парк Гезойзе. На юг от него е долината Кайзерау.

## История
Адмонт е едно от най-старите селища в Щирия. Първото споменаване на мястото е през 859 г. като „Адемунди“. Абатството Адмонт е основано през 1074 г. и води до развитието на селището.
През 1443 г. става седалище на съда на император Фридрих III.
На 27 април 1865 г. голям пожар унищожава 22 къщи в района, и отнема седем живота; еднакво засегнато е и абатството, от което оцелява само библиотеката. Манастирът е възстановен през следващите години върху основите си и става първата важна неоготическа сграда в Австрия.